# Toyota NBC
Toyota NBC (New Basic Car или New Basic Compact) — автомобильная платформа японской компании Toyota для субкомпактных автомобилей. В январе 1999 года на платформе NBC был выпущен первый автомобиль — первое поколение Toyota Vitz.

## Особенности
- Автомобили на платформе NBC могут быть как переднеприводными, так и полноприводными.
- В вариантах с полным приводом применяется система V-Flex II, которая представляет собой вязкостную муфту, обеспечивающую крутящий момент по требованию.
- Двигатели установлены поперечно.
- Передняя подвеска — Макферсон, задняя — торсионная.
- Передние тормоза — дисковые, вентилируемые, задние — барабанные, с плавающей скобкой. Задние дисковые тормоза были представлены в августе 1999 года в качестве опции и входили в стандартную комплектацию таких моделей, как T-Sport (на европейских рынках) и Vitz RS (на японском рынке).

## Модельный ряд
- Первое поколение Vitz:
  - Хетчбэк: XP10 — Vitz/Yaris/Echo (Япония/Европа/Канада/Австралия)
  - Седан: XP10 — Platz/Echo (Япония/Канада/США)
  - Минивэн: XP20 — Fun Cargo/Yaris Verso (Япония/Еврпоа)
- Транспортные средства на базе первого поколения Vitz:
  - AP10 — Porte
  - XP19 — WiLL Vi
  - XP30 — Первое поколение bB (Япония) и Scion xB (США)
  - XP40 — Первое поколение Vios/Soluna Vios
  - XP50 — Probox/Succeed (с удлинённой колёсной базой)
  - XP60 — Первое поколение ist (Япония) и Scion xA (США)
  - XP70 — WiLL Cypha
  - XP80 — Первое поколение Sienta
  - XZ20 — Второе поколение Raum

## EFC
Платформа EFC (Emerging markets Frontier Concept или Entry Family Car), представленная в 2010 году, является производной от платформы NBC. В основном, на платформе выпускались модели, продаваемые в некоторых развивающихся странах. Платформа была разработана таким образом, чтобы сократить количество второстепенных деталей и сделать её максимально недорогой. В 2022 году платформа EFC была заменена платформой DNGA-B, разработанной компанией Daihatsu «с нуля» и никак не связанной с EFC.

### Модельный ряд
- AK10 — Etios

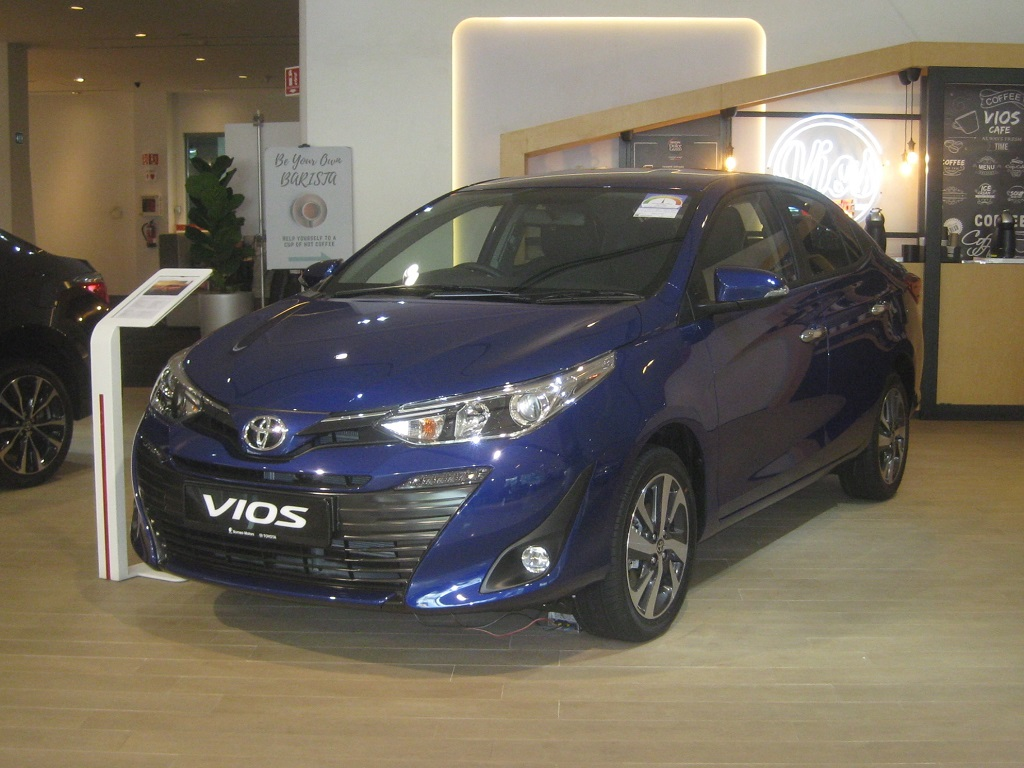
Vios/Yaris Ativ/Yaris Sedan

- XP150 — Третье поколение Vios/Yaris[7]